# Kurt Steiniger
Emil Kurt Steiniger (* 20. November 1883 in Jägersgrün; † 13. August 1968 in Greiz) war ein deutscher Bauunternehmer und Politiker (SPD).

## Leben
Steiniger war der uneheliche Sohn der Auguste Emma Steininger aus Pohlitz bei Greiz, später verehelichte Freund. Er war evangelisch-lutherischer Konfession und heiratete am 6. April 1907 in Greiz Clara Minna Reiher (* 18. Februar 1887 in Greiz; † 25. Juli 1961 ebenda), die Tochter des Tischlers Bernhard Albin Reiher in Greiz.
Steininger machte eine Maurerlehre. 1911 gründete er gemeinsam mit seiner Frau das Bauunternehmen „Steininger“. Unterstützt wurde die Gründung durch den „Spar- und Bauverein“ in Greiz, der als Gesellschafter die Kapitalbasis verbreiterte. 1914 bis 1918 war Steininger Soldat im Ersten Weltkrieg, die Geschäftstätigkeit kam in dieser Zeit zum Erliegen. 1932 schied der Spar- und Bauverein als Gesellschafter aus und die Steinigers waren Alleineigentümer. In der Zeit des Nationalsozialismus entzogen die Nationalsozialisten ab 1936 der Firma alle Kommunalaufträge. Die Aufrüstung im Vorfeld des Zweiten Weltkriegs führte dazu, dass die Firma Aufträge zum Ausbau der Kaserne Herrenreuth erhielt und so einen Wachstumsschub und auch die Ausstattung mit modernen Maschinen erlebte. Seit dem 13. Oktober 1939 war Steiningers Sohn Ernst Teilhaber. Das Unternehmen hatte damals 14 Mitarbeiter.
1945 wurden die Maschinen von der sowjetischen Besatzungsmacht beschlagnahmt. Steininger begann mit seiner Familie den Neuaufbau der Unternehmens, wurde aber am 4. Juni 1953 mit seinem Sohn Ernst wegen „Wirtschaftsverbrechen“ inhaftiert und am 6. Juni 1953 verurteilt. Das Kreisgericht in Greiz hob das Urteil jedoch am 30. Juni 1953 wieder auf und die Rückgabe des beschlagnahmten Unternehmens anordnete. Die Machthaber versuchten nun das Unternehmen mit hohen Steuerforderungen in den Ruin zu treiben. Am 14. Dezember 1956 musste Steininger daher einer halbstaatlichen Beteiligung am Unternehmen zustimmen und zog sich aus dem Unternehmen zurück.
Das Unternehmen wurde von seinem Sohn Ernst weiterbetrieben, 1972 enteignet und 1991 durch die Enkel wiedereröffnet.

## Politik
Steininger war Mitglied der SPD. Nach der Novemberrevolution 1918 wurde er 1919 für seine Partei in der Greizer Landtag gewählt. Daneben war er ab dem 19. Februar 1919 Mitglied des Gemeinsamen Landtages beider reußischer Staaten (ab April 1919 Volksstaat Reuß) bzw. der nach der Gründung des Landes Thüringen aus diesem Landtag hervorgegangenen, 1921 verkleinerten und schließlich zum 31. März 1923 aufgelösten Gebietsvertretung Gera-Greiz. Zum 31. März 1921 schied er aufgrund der Verkleinerung der Gebietsvertretung aus. Vom 13. März 1921 bis zum 10. September 1922 gehörte er dem Gemeinderat der Stadt Greiz an. 